# Dawei, Tanintharyi
Dawei är en stad i Myanmar. Den är huvudstad i Tanintharyiregionen, i den södra delen av landet, 700 km söder om huvudstaden Naypyidaw. Dawei ligger 17 meter över havet och folkmängden uppgår till cirka 80 000 invånare.